# Povijest Maroka
Povijest Maroka je povijest Maroka od rane povijest pa do danas.

## Rana povijest
Područje Maroka nastanjivala su plemena od kojih potječu današnji Berberi. S pouzdanjem se zna da su na području današnjeg Maroka kartažani osnovali niz kolonija. U 2. st. pr. Kr. zavladali su zemljom Rimljani, koji su 42. pr. Kr. to područje spojili s dijelovima današnjeg Alžira u provinciju Mauretaniju. U 5. st. sjeverni Maroko zauzimaju Vandali. Potkraj 7. st. zavladali su zemljom Arapi i tu počinju s proširivanjem islama. U 8. st. na vlast dolazi dinastija Idrisida sa sjedištem u Fèsu. Maroko je bio središte neovisnoga sjevernoafričkoga carstva, koje je obuhvaćalo i južni dio Pirenejskoga poluotoka. Za vrijeme dinastije Vatasida Maroko se bio raspao na niz samostalnih feudalnih kneževina.
Posebnu narav imao je marokanski sultan od 1672. do 1727. godine, Mula Ismail. Bio je suvremenik Luja XIV. i čak se kanio oženiti njegovom kćeri. U Meknesu blizu Feza naredio je početi graditi dvor koji je trebao nadmašiti Versailles. Samo kraljevske konjušnice bile su tri milje dugačke i u njima je bilo mjesta za 12 000 konja. Robovi na tim i drugim građevinama bili bi živi uzidani u zidove, ako ne bi dobro radili. Poklisar Luja XIV. potvrdio je svome gospodaru da se sultanu u šestorima tjednima rodilo 31 dijete, te da ga je nekom zgodom sultan primio okrvavljenih ruku do lakata, jer je baš bio odrubio glave nekolicini neposlušnih robova. Mula je imao 549 supruga i nekoliko tisuća haremskih priležnica, te je rijetko dvaput imao seks s istom ženom. Nadživjelo ga je 867 djece. Stotine njegovih kćeri bile su podavljene odmah nakon rođenja. U Meknes je dao dovesti puno crnaca iz Sahare i sustavno ih ženio maurskim ženama nastojeći na sebi svojstven način sastaviti neku vrstu pretorijanske garde od posebnih mješanaca. Imao je nekoliko stotina tisuća robova, među kojima je bilo oko 25 000 zarobljenih kršćana. Smatra se da je oko 36 000 ljudi usmrtio svojim vlastitim rukama.
Neke žrtve je dao vezati među dvjema daskama i onda bi ih prepilio na pola. Njegovo je najveće zadovoljstvo bilo odsjeći robu glavu jednim udarcem krive sablje, dok bi uzjahivao na konja. Kad god bi pljunuo, dvorjani su morali hvatati njegovu pljuvačku prije nego dotakne pod. Ispljuvak bi pažljivo sačuvali i davali kao poseban amanet i znak poštovanja haremskim ženama. Kadgod bi Mula nosio nešto žutog na sebi, značilo je to da ima namjeru ubiti svakoga koga ugleda. Ovaj opasni čovjek bio je i sposoban vojnik i vladar koji je ujedinio najveći dio Maroka, umirio ga i doveo do blagostanja. Bio je veoma pobožan i učen bogoslov, te je jednom pokušao obratiti na islam engleskog kralja Jakova II. Židovi su stavljali u salamuru glave sultanovih neprijatelja, kako ne bi prerano istrunule kad ih budu, nabijene na kolac poput ušećerenih jabuka, izložili narodu.

## Kolonizacija
Ubrzo započinju prvi naleti Europljana. Najprije nova područja zauzimaju Portugalci. Do kraja 16. st. Španjolci su potisnuli Portugalce. Englezi su se 1662. domogli Tangera. »Sveti rat« protiv europljana poveli su šerifi iz nove dinastije Saadi, koje su kasnije naslijedili šerifi iz dinastije Hasanida (Alavida). Od tada datira podjela zemlje na područja podvrgnuta državnoj kontroli, koja su plaćala porez, i ona nastanjena berberskim plemenima, koja su jedva priznavala sultanovu vlast.
U Madridu je 1880. bila održana konferencija europskih država na kojoj je bio reguliran povlašteni položaj stranaca u Maroku. Prema anglo-francuskom sporazumu 1904. Francuska je dala Velikoj Britaniji "slobodne ruke" u Egiptu, a zauzvrat dobila slobodu djelovanja u Maroku. Ozbiljan njemačko-francuski sukob oko Maroka riješen je na međunarodnoj konferenciji u Algecirasu (1906), tzv. gospodarskom internacionalizacijom Maroka pod suverenitetom sultana, tj. legalizirana je međunarodna eksploatacija zemlje. Godine 1911. izbio je novi francusko-njemački sukob oko Maroka, koji je bio riješen međusobnim ustupcima.

## 2. svjetski rat
Za vrijeme 2. svjetskog rata Tanger je (1940) okupirala Španjolska. Francuska zona Maroka, koja se nalazila pod upravom vichyjevske vlade, zauzeta je u studenome 1942. desantnom operacijom savezničkih snaga. Godine 1945. Tanger je ponovno postao međunarodna zona. Poslije 2. svjetskog rata u Maroku se nastavio francuski protektorat. Godine 1950. SAD uspostavlja svoje vojne baze na području Maroka i tu ih zadržava sve do 1978. godine. Početkom 1950-ih godina organiziraju se sve veći i češći prosvjedi u kojima su isticani zahtjevi za neovisnošću.

## Nezavisnost
1953. na intervenciju Francuske sultana Sidi Muhamed je svrgnut s vlasti, ali to nije zaustavilo oslobodilački pokret u Maroku. Nakon internacije sultan je 1955. ponovno bio vraćen na prijestolje. Sporazumom koji je dogovoren s Francuskom 2. ožujka 1956. Maroko je ostvario neovisnost. Sultan Sidi Muhamed 1957. uzima ime kralj Muhamed V. Ubrzo su uslijedili povratci zauzetih marokanskih područja. Prvo je 1956. Maroku priključeno je područje Tangera, a 1958. španjolski posjed Tarfaya
Potkraj 1950-ih počinju prve nerazmjerice u vladajućoj "Stranci nacionalne neovisnosti" te je došlo do njenog rascjepa. Skupina političara okupljena oko Mehdija Ben Barke zahtijevala je agrarnu reformu, povlačenje stranih trupa i ograničavanje prevlasti stranoga kapitala.
Kada je umro kralj Muhamed V. 1961. godine, na prijestolje je došao njegov sin Hasan II. Nakon prvih parlamentarnih izbora 1963. došlo je do političkog progona. U listopadu 1963. došlo je do pograničnoga spora i sukoba s Alžirom. Godine 1965. kralj Hasan II. suspendira ustav i preuzima svu vlast te proglašava izvanredno stanje, koje je trajalo do 1970. godine.

## Teritorijalni sporovi
Španjolski posjed Ifni priključen je Maroku 1969., a Maroko je nastavio tražiti i španjolske posjede uz marokansko sredozemno primorje (Ceuta, Melilla i dr.). Odbijajući planove o autonomiji Španjolske Sahare, kralj Hasan II. je 1975. pokrenuo prosvjedni pohod u kojem je oko 300,000 Marokanaca prešlo na njezin teritorij. U studenome 1975. sa Španjolskom i Mauretanijom potpisan je sporazum o prestanku španjolske vlasti nad Španjolskom Saharom i o stvaranju prijelazne uprave. Ovaj teritorij je 1976. preimenovana u Zapadna Sahara. Uslijedila je marokanska okupacija najvećega dijela Zapadne Sahare (oko 70% njezina teritorija), dok je Mauretanija zauzela zapadnosaharsko južno područje iz kojeg se povukla 1979. Oružani otpor okupaciji Zapadne Sahare pružio je Narodni pokret za oslobođenje "Saguia el Hamra i Río de Ora - POLISARIO", koji je 1976. proglasio Saharsku Arapsku Demokratsku Republiku. Godine 1988. Maroko je prihvatio mirovni plan UN-a za Zapadnu Saharu, koji uključuje održavanje referenduma o samoodređenju. Primirje između marokanske vojske i pokreta Polisario, pod nadzorom snaga UN-a, uspostavljeno je 1991., a marokanska okupacija najvećega dijela Zapadne Sahare održala se i početkom 2000-ih.

## Novija povijest
Kralj Hasan II. umro je 1999., a njegov sin postao je kralj Muhamed VI. Na izborima 1998. i 2002. vodeća stranka bila je "Socijalistička unija narodnih snaga", a 2007. monarhistička stranka "Istiqlal". Jačanje islamističke oporbe izraženo je na prosvjedima 2000. Povremeni su i bombaški napadi radikalnih islamističkih skupina (2003., 2007., 2011). U masovnim prosvjedima 2011. – 12. zahtijevane su demokratske reforme. Početkom 2000-ih nastavljeno je marokansko potraživanje španjolskih posjeda Ceute i Melille. Sukob je eskalirao 2002. godine kad su marokanske trupe zauzele otok Perejil. Brzom intervencijom španjolske vojske, otok je vraćen pod upravu Španjolske, a marokanski vojnici su vraćeni u Maroko bez oružanog sukoba. Sukob je suzbijen uz pomoć Europske unije i SAD.

## Vanjske poveznice
- enciklopedija.hr Povijest